# Північноамериканська суперліга
Північноамериканська суперліга (North American SuperLiga), також Суперліга (SuperLiga) — колишній міжнародний футбольний турнір у Північній Америці, що розігрувався між клубами мексиканської Прімери та клубами ліги MLS із США і Канади. Турнір був схвалений КОНКАКАФ, Федерацією футболу США, Канадською футбольною асоціацією та Федерацією футболу Мексики. Суперліга була регіональним чемпіонатом Північноамериканського футбольного союзу — частини КОНКАКАФ, також як Кубок чемпіонів Центральної Америки і Карибський клубний чемпіонат є регіональними чемпіонатами інших частин КОНКАКАФ — Центральноамериканського футбольного союзу і Карибського футбольного союзу.
Змагання проводяться щорічно, починаючи з 2007 року. Всього було проведено чотири турніри. Після закінчення змагання в 2010 році турнір був скасований.

## Історія
У турнірі брали участь чотири клуби від мексиканської Прімери і чотири від ліги MLS. Всі матчі проходили у США на стадіонах MLS. Команди були розділені на дві групи. В кожну групу входили по два клуби від кожної ліги. Кожна команда грала по одному матчу з суперниками з групи. Два кращих клуби кожної групи виходили у півфінали турніру.
Для інавгураційного турніру 2007 року клуби були відібрані та запрошені федераціями. Надалі керівництво MLS оголосило, що з їх боку на турнір виходитимуть чотири найкращі клуби, що посіли вищі місця в регулярному чемпіонаті MLS. Згідно з рішенням Федерації футболу Мексики, з мексиканської Прімери на турнір проходили по дві найкращих команди Апертури і Клаусури чемпіонату Мексики.
З 2009 року, в зв'язку з конфліктом з розкладом Ліги чемпіонів КОНКАКАФ, на турнір виходили чотири найкращих клуби регулярних чемпіонатів, які не пройшли в Лігу чемпіонів. За чотири роки існування ліги жодному канадському клубу так і не вдалося зіграти на турнірі.
Після скасування турніру в 2010 році, комісар MLS Дон Гарбер заявив, що «Суперліга була успішним змаганням, але керівництво КОНКАКАФ стало більше зацікавлене в подальшому розвитку клубного турніру Ліги чемпіонів КОНКАКАФ, в чому ми їх підтримуємо».

## Телетрансляції
Правом на трансляцію матчів Суперліги володіли TeleFutura (Univision) в США, а також Televisa і TV Azteca в Мексиці. Матчі також транслювалися англійською мовою на Fox Sports World Canada, MLSnet, UnivisionFutbol.com та на офіційному сайті Суперліги.

## Переможці
| Рік             | Фінал                | Фінал              | Фінал                |
| Рік             | Переможець           | Рахунок            | Фіналіст             |
| --------------- | -------------------- | ------------------ | -------------------- |
| 2010 Докладніше | Монаркас Морелія     | 2 — 1              | Нью-Інгленд Революшн |
| 2009 Докладніше | УАНЛ Тигрес          | 1 — 1 (4 — 3 пен.) | Чикаго Файр          |
| 2008 Докладніше | Нью-Інгленд Революшн | 2 — 2 (6 — 5 пен.) | Х'юстон Динамо       |
| 2007 Докладніше | Пачука               | 1 — 1 (4 — 3 пен.) | Лос-Анджелес Гелексі |

## Статистика

### По клубах
| Клуб                 | Перемог | Фіналів | Роки перемог | Роки фіналів |
| -------------------- | ------- | ------- | ------------ | ------------ |
| Нью-Інгленд Революшн | 1       | 1       | 2008         | 2010         |
| Монаркас Морелія     | 1       | 0       | 2010         |              |
| УАНЛ Тигрес          | 1       | 0       | 2009         |              |
| Пачука               | 1       | 0       | 2007         |              |
| Чикаго Файр          | 0       | 1       |              | 2009         |
| Х'юстон Динамо       | 0       | 1       |              | 2008         |
| Лос-Анджелес Гелексі | 0       | 1       |              | 2007         |

### По країнах
| Країна  | Перемог | Фіналів |
| ------- | ------- | ------- |
| Мексика | 3       | 0       |
| США     | 1       | 4       |